# 格蘭特·歐文
格蘭特·歐文（英語：Grant Irvine；1991年3月17日—）是一位澳大利亞游泳運動員。他代表澳大利亞參加了世界短池游泳錦標賽和英聯邦運動會的游泳比賽。他也代表澳大利亞參加2016年奧運會200米蝶泳的賽事。